# Charles Sturt
Charles Napier Sturt (28. dubna 1795 – 16. června 1869) byl britský důstojník a objevitel Austrálie, který se podílel na evropském průzkumu Austrálie. Vedl několik výprav do vnitrozemí kontinentu, které začínaly v Sydney a později v Adelaide. Jeho výpravy sledovaly několik řek tekoucích na západ a zjistily, že se všechny slévají do řeky Murray, která se vlévá do Jižního oceánu. Snažil se dokázat své vlastní vášnivé přesvědčení, že ve středu kontinentu se nachází „vnitrozemské moře“. Dosáhl hodnosti kapitána, působil v několika jmenovaných funkcích a v legislativní radě.

## Životopis

### Raný život a vojenská kariéra
Charles Sturt se narodil 28. dubna 1795 v Bengálsku v Indii jako nejstarší z osmi synů soudce Thomase Lenoxe Napiera Sturta, který měl celkem třináct dětí. Již v pěti letech byl Sturt poslán do Anglie do internátní školy a své rodiče viděl až po deseti letech. I  když dosahoval dobrých studijních výsledků, tak mu finanční potíže jeho rodiny zabránily ve studiu na univerzitě v Cambridge. V roce 1813 vstoupil, díky vlivu své tety, do britské armády a stal se členem 39. pluku, kde kariérně postupoval. Sloužil na různých místech, včetně Španělska, Irska, Kanady a Francie. Do Austrálie poprvé přijel v roce 1827 již v hodnosti kapitána. Původně byl pověřen dohledem nad přepravou trestanců.

### První expedice
Sturtův zájem o průzkum Austrálie byl podnícen úvahami o existenci vnitrozemského moře. V té době John Oxley a Allan Cunningham zmapovali několik řek, jejichž toky směřovaly do středu kontinentu. Což tuto myšlenku výrazně podporovalo. První významná expedice se pod Sturtovým vedením uskutečnila v letech 1828-1829, kdy vedl výpravu jejímž cílem bylo zmapování toku řeky Macquarie. Tato expedice vedla k objevu řeky Darling, kterou Sturt pojmenoval na počest guvernéra Ralpha Darlinga z Nového Jižního Walesu.
V letech 1829–1830 Sturt podnikl další významnou expedici, aby prozkoumal řeky Murrumbidgee a Murray. Tato cesta byla náročná a plná výzev, včetně intenzivního horka a ubývajících zásob. Přes tyto obtíže Sturt úspěšně zakreslil řeku Murray až k jejímu ústí, čímž dokázal, že všechny řeky tekoucí na západ se vlévají do systému řeky Murray. Tato expedice poskytla důležité informace o rozsáhlých úrodných pozemcích v Novém Jižním Walesu a Jižní Austrálii.

### Návrat do Anglie a pokračování v průzkumu
Sturtovo zdraví se během expedičních cest znatelně zhoršovalo, což nakonec vedlo k návratu do Anglie v roce 1832. Během tohoto období publikoval knihu „Two Expeditions into the Interior of Southern Australia“, která si získala značnou pozornost u čtenářů a představila jim neznámé části Austrálie. V roce 1834 se Sturt oženil s Charlotte Greene a odešel z armády primárně ze zdravotních důvodů. Vzdal se svého důchodu výměnou za grant 5 000 akrů půdy v Novém Jižním Walesu a vrátil se do Austrálie. Sturt se zde pokusil farmařit, ale čelil finančním problémům, což ho přimělo v roce 1838 prodat  své nemovitosti v Novém Jižním Walesu a přestěhovat se i s rodinou do Adelaide.

### Pozdější život a odkaz
V roce 1839 byl Sturt jmenován generálním inspektorem Jižní Austrálie, i když jeho funkční období bylo krátké kvůli politickým zvratům a zdravotním problémům, které jej sužovaly. Představa vnitrozemské moře ho však stále pronásledovala. Nedal se odradit a pokračoval v průzkumu, poháněn svou vírou v ono bájné vnitrozemské moře. V červnu 1844 mu bylo uděleno povolení vést expedici k hledání severojižního povodí, o kterém se předpokládalo, že existovatuje mezi Jižní Austrálií a Novým Jižním Walesem.  Již v srpnu 1844 Sturt opustil Adelaide s 15 muži (včetně Johna McDoualla Stuarta), šesti vozy, lodí a 200 ovcemi a odcestoval do drsné Jižní Austrálie. V létě celá oblast vyschla a skupina uvízla v nehostinné zemi mezi pohořím Barrier a Grey. Sturtův zástupce James Poole zemřel na kurděje. Nakonec se Sturt musel vrátit do Adelaide kvůli kurdějím a selhávajícímu zraku. Tato cesta, i když neodhalila bájné vnitrozemské moře, byla rozhodně přínosem a rozšířila cennými informacemi znalosti o vnitrozemí Austrálie.
Sturtovy poslední roky byly poznamenány zhoršujícím se zdravotním stavem a finanční nestabilitou. V roce 1853 se vrátil do Anglie. Charles Sturt zemřel 16. června 1869, jen krátce předtím, než byl povýšen šlechtického stavu. Jeho vdově Charlotte bylo dovoleno užívat titul Lady Sturt.
Přínosy Charlese Sturta pro australský průzkum jsou i dnes velmi ceněné. Jeho expedice umožnily osídlení rozsáhlých oblastí a významně rozšířily porozumění australskému vnitrozemskému říčnímu systému. Na svou dobu je neobvyklé, že Sturt sympatizoval s domorodci, se kterými se setkal na všech svých výpravách a uvědomoval si, že konečným důsledkem jeho cest budou velké změny v jejich způsobu života, což byl postoj, který sdílel se svým velkým přítelem a spolucestovatelem Edwardem Eyrem. Během jeho cest nikdy žádný domorodec nezemřel.